# Western Hockey League

A Western Hockey League (WHL) é um grande liga júnior de hóquei no gelo com base no oeste do Canadá e do noroeste do Pacífico dos Estados Unidos. O WHL é uma das três ligas que constituem a Canadian Hockey League (CHL).